# Räddningsstation Kållandsö
Räddningsstation Kållandsö är en av Sjöräddningssällskapets räddningsstationer.
Räddningsstationen ligger i Spikens fiskeläge på Spikudden på Kållandsö och inrättades 1946. Den har 10 frivilliga. 
Vid etableringen 1946 fick stationen överta motorlivbåten R.W. Garberg från Räddningsstationen i Fågelsundet. Den var Sjöräddningssällskapets första motorlivbåt och var byggd 1912. Redan 1952 fick denna då ålderdomliga båt en ersättare. 
Räddningsstation Kållandös tidigare större fartyg 12,2-1 Rescue Signe och Gunnar Nilsson ersattes 2014 av den nybyggda 11,5-metersbåten Iris av Postkodlotterietklass.

## Räddningsfarkoster
- Rescue 11-03 Iris, en 11,5 meter lång, täckt räddningsbåt av Postkodlotterietklass, byggd 2014
- Rescue Rotary av Gunnel Larssonklass, byggd 2000

## Tidigare räddningsfarkoster
- 7,6-1 Rescue Ulf, en 8 meter lång ribbåt med styrhytt, byggd 1991 och övertagen av Sjöfartsverket 1997